# Stylopauropoides blastema
Stylopauropoides blastema – gatunek skąponoga z rzędu Tetramerocerata i rodziny Pauropodidae.
Gatunek ten opisany został w 2013 roku przez Ulfa Schellera. Holotyp odłowiono na Murray River, w okolicy Dwellingup.
Skąponóg o ciele długości do 1,11 mm. Wierzch głowy ze szczecinkami walcowatymi i rowkowanymi. Narządy skroniowe w widoku z góry jajowate. Czwarty człon czułków z 6 cylindrycznymi, tępymi, obrączkowanymi szczecinkami.  Collum z rozwidlonymi szczecinkami, przy czym ich gałązki pierwotne są liściokształtne i krótko owłosione, a wtórne cylindryczne i szczątkowe. Poszczególne tergity tułowia mają układy szczecinek kolejno I: 4+4, II–V: 6+6, VI: 4+2. Silnie owłosiona płytka analna jest szerokości podobnej do długości, podzielona podłużnie na dwa szerokie ramiona, które na końcach są kwadratowo ścięte i opatrzone drobnym, skierowanym do wewnątrz wyrostkiem. Każde z ramion ma ponadto dwa krótkie i zwykle spiczaste wyrostki: jeden skierowany na zewnątrz, a drugi do wewnątrz.
Wij znany wyłącznie z Australii Zachodniej.